# Rodnîkî, Nîjnohirskîi
Rodnîkî (în ucraineană Родники) este un sat în comuna Ohotske din raionul Nîjnohirskîi, Republica Autonomă Crimeea, Ucraina.

## Demografie
Componența lingvistică a localității Rodnîkî
     Rusă (77,57%)
     Tătară crimeeană (15,89%)
     Ucraineană (5,61%)
     Alte limbi (0,93%)
Conform recensământului din 2001, majoritatea populației localității Rodnîkî era vorbitoare de rusă (77,57%), existând în minoritate și vorbitori de tătară crimeeană (15,89%) și ucraineană (5,61%).